# Karma-yoga
Karma-yoga, is een van de hoofdtakken van de yoga en wordt met name beschreven in de Bhagavad gita, een van de voornaamste geschriften van het hindoeïsme. Het woord karma betekent handeling. De bloem van karma-yoga werpt zijn vrucht af als boeddhi-yoga, de yoga van de spiritueel verlichte intelligentie.
Iemand die karma-yoga beoefent, staat actief handelend in het leven, maar doet dat zonder de vruchten ervan voor zichzelf op te eisen. Door op deze manier zonder eigenbelang constant dienstbaar in het leven te staan, zonder winst- of verlies-oogmerk, wordt de karma yogi uiteindelijk bevrijd van het besef van persoonlijk 'daderschap'. Door de discipline van karma-yoga wordt het idee een op zichzelf staand individu te zijn geleidelijk aan opgeheven en realiseert de aspirant zijn ware identiteit als Brahman, het bovenpersoonlijke, ongeconditioneerde Bestaan zelf. Daarmee is de wet van oorzaak en gevolg, het karma, overstegen en de cyclus van dood en wedergeboorte voorgoed doorbroken.
De meeste yoga-systemen adviseren de aspirant om de wereld (van de zintuigen) los te laten en zich daaruit voor korte of langere terug te trekken om zich volledig te kunnen overgeven aan studie, meditatie en contemplatie. Maar dat is lang niet voor iedereen weggelegd, bijvoorbeeld doordat men de zorg voor een gezin heeft of anderszins midden in de maatschappij staat met alle verplichtingen van dien. Toch kunnen ook zij die een actief en werkzaam leven willen of moeten leiden, juist dóór het werk dat zij doen, door middel van karma-yoga een staat van volledige onthechtheid bereiken, het labyrint van verbanden achter zich laten en tot bevrijding komen. Karma-yoga wordt vaak gezien als de yoga van het altruïsme par excellence. Een ware karma yogi is een inspiratie voor zijn omgeving.

## Bhagavad gita
In de Bhagavad gita, dat in feite een hoofdstuk uit het Indiase Mahabharata-epos is, vindt men de essentie van karma-yoga:
Alleen op werken heb je het recht, nooit op het resultaat ervan. Laat niet de vrucht van het werk je motief zijn, en wees evenmin gehecht aan inactiviteit (Bhag. Gita, II, 47);
Doe dus het werk dat gedaan moet worden, standvastig en zonder gehechtheid. Want de mens die zijn werk zonder gehechtheid doet, bereikt het allerhoogste (Bhag. Gita, III, 19). 
Hoewel het voor karma-yoga geen vereiste is dat de aspirant godsdienstig of anderszins gelovig is, wordt karma-yoga in de praktijk wel vaak gecombineerd met bhakti-yoga, de yoga van devotie en liefdevolle overgave aan God. In de Bhagavad gita vindt men daar verschillende voorbeelden van. Zo spreekt Krishna, de wagenmenner van prins Arjoena, op het slagveld van Kurukshetra vlak voor de Bharata-oorlog begint over de verschillende vormen van yoga, nadat Arjoena zijn twijfels en bezwaren heeft geuit over de zin van de aanstaande strijd:
Doe afstand van al je handelen in Mij en, terwijl je geconcentreerd bent op het Zelf - vrij van hoop, vrij van zelfzucht, vrij van angst - strijd! (Bhag. Gita, III, 30);
Als het je niet mogelijk is om je geest exclusief op Mij te concentreren, probeer dan toch tot Mij te komen door een dergelijke concentratie gestaag te beoefenen. Mocht je echter niet in staat zijn om een dergelijke concentratie gestaag te beoefenen, stel dan al je handelen doelbewust in Mijn dienst. Want ook door in Mijn dienst te handelen zal je de volmaaktheid bereiken. Als je zelfs niet bij machte bent om dat te doen, neem dan in overgave je toevlucht tot Mij en doe, zelfbeheerst, afstand van de vruchten van al je handelen. (Bhag. Gita, XII, 9–10-11).